# Abrowse
ABrowse es un navegador web para el sistema operativo Syllable. Al igual que el navegador web Safari de Apple, ABrowse utiliza una versión adaptada del motor de renderizado KHTML para desplegar las páginas web. El desarrollo inicial y adaptación de KHTML fue realizado por Kurt Skauen para su proyecto AtheOS, el cual actualmente está clausurado.
Debido a las dificultades con la cantidad de trabajo requerida para mantener las versiones portadas actuales de KHTML en Syllable, otros motores de renderizado como Gecko han sido considerados, pero el desarrollador de Syllable Arno Klenke ha mantenido actualizada la versión portada de KHTML mientras se decide portar un motor nuevo.
Además, mientras que KHTML, un motor más ligero y menos extenso (en código fuente) que Gecko, está hecho en C++ puro, que permite que sea portado más fácilmente a Syllable utilizando un wrapper Qt (el cual también es construido en C++ puro). Gecko está construido con un código base más grande y más diverso, haciendo que obtener una versión portada de Gecko se demore más y requiera de mucho más esfuerzo.
A partir de la versión Syllable 0.6.4 de julio de 2007, ABrowse está basado en WebKit.